# 韦伯昕
韦伯昕（？—？），京兆郡杜陵县（今陕西省西安市）人，南齐、北魏官员。

## 生平
韦伯昕有学问和志向，具雄壮之气，自认为才智比自己夫人二叔的儿子裴植高，常常轻视裴植，裴植如同仇人一样仇恨他。韦伯昕夫人的叔叔裴叔业看韦伯昕有大志，于永元二年（500年）派遣自己的儿子裴芬之和韦伯昕作为人质，上表归附北魏。景明初年，韦伯昕被封零陵县开国男，食邑二百户，被任命为南阳郡太守，几年后因为犯法被免官。很久以后，韦伯昕被任命为员外散骑常侍，加号中垒将军。延昌末年，韦伯昕告发裴植阴谋废立皇帝，裴植被定罪处死。之后一百多天，韦伯昕也因病而亡，临去世时，韦伯昕看见裴植的鬼魂作祟，口中说道：“裴尚书之死，不单是我的责任，怎么对我发怒呢？”